# Knivsmed

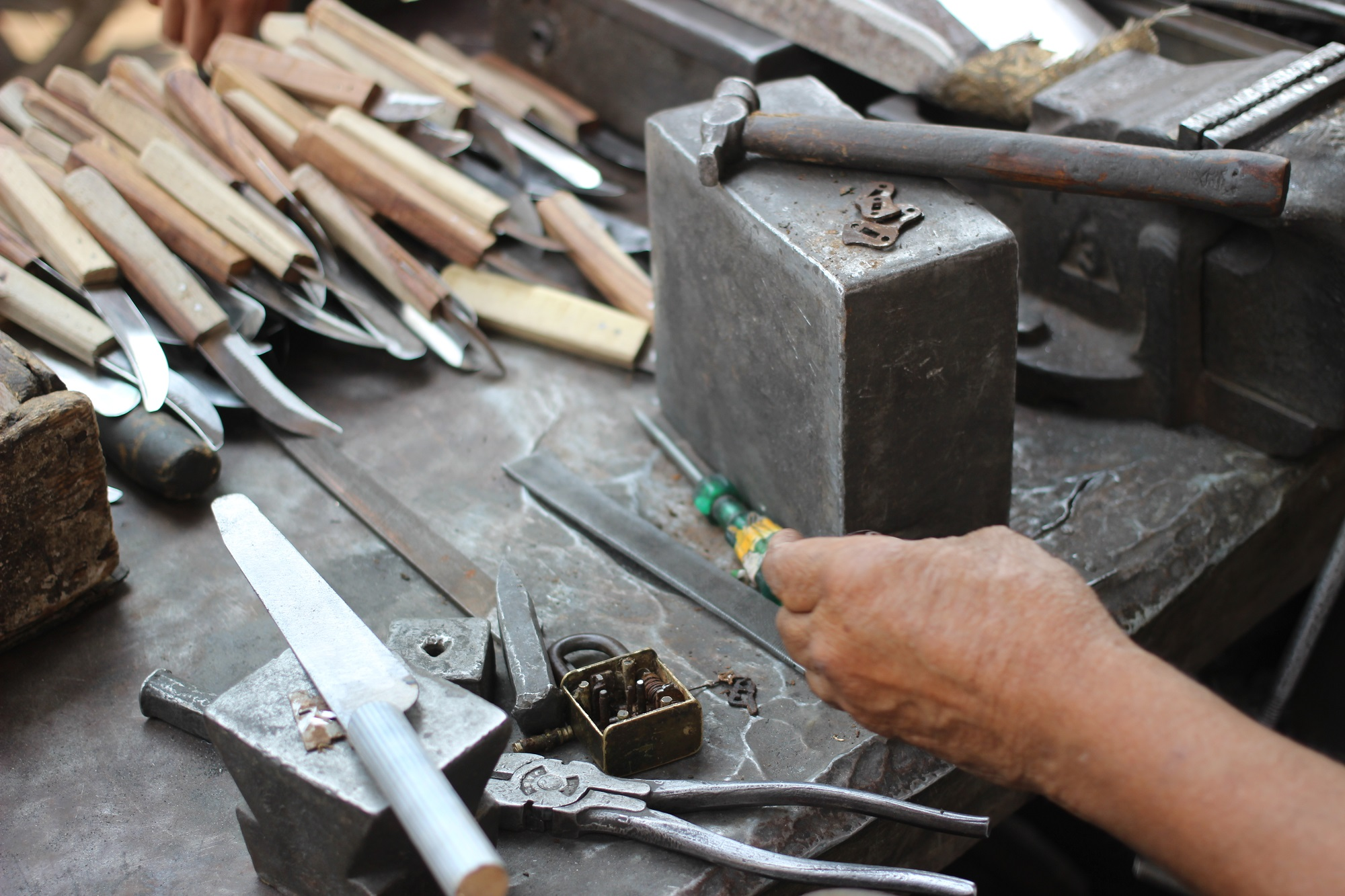
Verktyg vid knivsmide.

Knivsmed var en yrkesbeteckning på de smeder som tillverkade knivar.

## Knivsmide
En knivsmed är en smed som tillverkar knivar. Yrket har anor från tidig järnålder, och knivar har varit oumbärliga som både verktyg och vapen sedan långt tidigare. Den som behärskade knivsmide åtnjöt ofta stor respekt i samhället.
Utvecklingen av metoder för att härda eggar och senare infogning av eggstål innebar att det ställdes höga krav på tekniskt kunnande, vilket ledde till att inte alla tillverkare kunde uppnå samma kvalitet. Vissa knivsmedjor utvecklades med tiden till industriella centra för storskalig produktion. I Norge är orten Geilo känd för knivtillverkning, och i Sverige har Mora blivit ett etablerat namn inom området. Även i Finland har knivar ett starkt rykte, med Fiskars som ett välkänt varumärke.
I övriga Europa har särskilt Solingen i Tyskland och delar av Spanien utmärkt sig som områden med högkvalitativ knivtillverkning.
Idag sker mycket av knivtillverkningen industriellt, men det finns fortfarande hantverkare som tillverkar handsmedda knivblad, ofta förmedlade till medlemmar i knivmakarklubbar som sedan färdigställer skaft och slidor.